# 北倫敦德比
北倫敦打吡（英語：North London derby）是阿仙奴對托特纳姆热刺的同城打吡。

## 歷史
在1887年的一場雙回合的友誼賽中，阿仙奴（當時叫皇家阿仙奴）球員遲到，結果由於天很快變黑，雙方的比賽只能提前十五分鐘結束；而在第二回合阿仙奴的主場，他們的球員們卻無一人遲到。儘管熱刺在主場擊敗了阿仙奴，但後者在自己主場完整的比賽時間裏同樣獲勝，更重要的是阿仙奴在主場獲得了更多的淨勝球。熱刺人認為對手耍賴在主場多獲得了15分鐘的比賽時間，然而比賽結果已定。
兩隊首場的聯賽在1909年12月4日的甲組聯賽，阿仙奴以1-0獲勝。
兩隊的敵對情況在一次大戰逐漸加深，首先在1913年阿仙奴從南倫敦的伍利奇（Woolwich）遷往高貝利球場，與熱刺的白鹿徑球場相距僅為4英里，但由於更接近倫敦市中心，引發同在倫敦的切爾西在內的許多俱樂部的強烈反對，更別說是同在北部的熱刺（當時各球隊都處於草創階段，各球隊都希望自己的球場處於有利的地理位置以吸引球迷支持）。可是當年賽會無權干涉，儘管後來賽會立即改制，但阿仙奴遷入高貝利已成定局。
完全引發兩隊的互相仇視則是因為在1919年時，甲組聯賽即將擴充兩隊，排名甲組倒數第二，即原本要降級的車路士獲准留級，剩一席原應從甲組最後一名的熱刺或乙組排第三位（乙組前兩名已確定升級）的班士利中挑選一隊，但出人意表的是，在乙組排第五位的阿仙奴居然獲邀升級，原因竟是因為足總的執委們認為兵工廠「貢獻突出」，而熱刺隊就這樣糊里糊塗的被降了級。雖沒有實質證據，謠言仍指稱阿仙奴主席亨利·诺里斯爵士（Sir Henry Norris）利用檯底交易才達成目的。不論事實是如何，兵工廠是英格蘭頂級聯賽歷史上唯一一支以此方式獲得升級的球隊，而非通過成績及附加賽升級。
1928年3月，熱刺處於護級區，其護級對手曼聯及樸茨茅夫於最後的關鍵比賽都需要作客阿仙奴，3月28日，阿仙奴於主場不敵樸茨茅夫，令熱刺處於極為不利的狀態。4月28日，熱刺已完成其所有比賽；而只要阿仙奴至少賽和曼聯，熱刺便可成功護級，可是阿仙奴再於主場不敵曼聯，熱刺亦再度降班。當時很多人認為阿仙奴蓄意輸球令熱刺降班，背後原因是因為阿仙奴可藉以吸納更多球迷支持。
正如其他敵對球隊，兩隊的球迷雖然可能一同工作或是鄰居好友，但仍因擁護的球隊而互相攻訐及戲謔，而球員一旦轉投敵會，將如過街老鼠遭受以前的球迷大喝倒采，最近的例子有從熱刺加盟阿仙奴的蘇甘保。
2005/06年是最後一年在高貝利球場上演北倫敦打吡，接下來阿仙奴在遷往附近的新酋長球場再繼續作戰。
不止男子隊，阿仙奴與熱刺的女子隊北倫敦打吡同樣充滿火藥味。

## 杯賽準決賽及影響聯賽冠軍的碰頭
雖然熱刺和阿仙奴從未在重要杯賽的決賽中對壘，但北倫敦打吡戰的結果往往對參賽兩間球會當季的奪標過程和賽季目標帶來深遠影響，最中較重要的包括以下：
- 熱刺 0-1 阿仙奴 (1971年5月3日) – 在1970-71球季聯賽的最後一輪，阿仙奴獲勝或以0-0打和都能夠取得聯賽冠軍，如果有比數地打和的話則視乎最終與列斯聯間的得失球差。比賽形勢緊湊但缺少真正的埋門機會，直到比賽尾聲只餘3分鐘的時候約翰·拉德福（John Radford）的射門被帕特·詹宁斯擋出，雷·肯尼迪（Ray Kennedy）衝前頭搥破網。阿仙奴當季最終取得球會史上首次雙料冠軍（聯賽及足總杯）。
- 熱刺 1-2 阿仙奴 (1987年3月4日) – 熱刺與阿仙奴在聯賽杯準決賽中總計打成2-2平手，當時並無作客入球優惠制故此需要重賽。佳夫·雅倫為熱刺射入領先一球，但阿仙奴憑後備上陣的伊恩·艾寧臣扳成平手，之後再由大衛·羅卡斯爾建功而反超前對手，得以進入聯賽杯決賽。在決賽同樣取勝後阿仙奴一解多年之癢，取得自1979年之後的首個錦標。
- 熱刺 3-1 阿仙奴 (1991年4月14日於溫布萊球場) –是兩隊之間首次在足總杯準決賽會面。熱刺的在開賽5分鐘後立刻主射30碼外的自由球入網，連尼加隨後再入一球，則為阿仙奴在完半場前追成較接近記錄。下半場連尼加個人梅開二度保持勝局。熱刺在一個月後舉行的決賽奪標而回，同時粉碎了阿仙奴再嚐雙料冠軍的美夢。
- 阿仙奴 1-0 熱刺  (1993年4月4日於溫布萊球場) – 兩隊再次在足總杯準決賽狹路相逢，阿仙奴志切一報2年前之仇。第79分鐘阿當斯接應開出的自由球用頭頂入龍門，而以一球小勝對方，然後再在5月的決賽中順利奪冠。
- 熱刺 2-2 阿仙奴 (2004年4月25日) – 其時主教練溫格率領的阿仙奴在英超正處於聯賽未嘗敗績的強勢，而且只需多一分便足夠確保英超冠軍地位。槍手們在第35分鐘便憑韋拉和的入球取得2-0的優勢，一場大勝似乎即將手到拿來。但熱刺為了挽回聲譽極力阻止對手取勝，半場在更衣室休息過後，先有遠射得手，然後羅比·堅尼又在第90分鐘射入十二碼扳平。阿仙奴重演了1971年發生過的一幕 - 在宿敵的主場上高舉起英格蘭超級聯賽冠軍獎盃。
- 熱刺 5-1 阿仙奴 (2008年1月22日) - 熱刺在這屆的聯賽杯準決賽上取得自1999年11月起對阿仙奴的首勝，雙方先前在酋長球場打成1-1平手，因此按賽制移師到熱刺主場白鹿徑球場進行重賽。熱刺上半場由先開記錄，賓特拿隨後擺烏龍令阿仙奴半場以兩球落後。下半場開賽後熱刺攻勢持續，羅比·堅尼與分別破網建功，艾迪巴約雖然為阿仙奴破蛋，但在補時階段被錦上添花射入第五球。晉級的熱刺其後在決賽中擊敗車路士奪得錦標而回。

## 統計及記錄
自1909年截至2012年2月26日兩隊共有172場頂級競爭性比賽，阿仙奴勝出72場而熱刺為53場。單場最多入球是2004年11月13日英超阿仙奴作客白鹿徑5-4獲勝。最大的勝仗是阿仙奴在1935年3月6日以6-0勝出，而熱刺分別於1911年12月25日及1983年4月4日取得兩場5-0的勝仗。
射破阿仙奴大門最多的熱刺球員是哈里·凱恩(Harry Kane)，共入14球。而阿仙奴的8球紀錄為阿倫·新打蘭（Alan Sunderland）保有。阿仙奴的大衛·奧拉利（David O'Leary）共出席35次北倫敦打吡，加利·麥拔（Gary Mabbutt）則有31次，是最多的熱刺球員。

### 賽果總結
截至2025年1月15日，包括加時賽入球；
資料來源：Head-to-Head Arsenal FC - Tottenham Hotspur
|               | 阿仙奴 獲勝 | 賽和 | 熱刺 獲勝 | 阿仙奴 入球 | 熱刺 入球 |
| ------------- | ----------- | ---- | --------- | ----------- | --------- |
| 聯賽          | 73          | 48   | 55        | 273         | 237       |
| 足總杯        | 4           | 0    | 2         | 9           | 5         |
| 聯賽杯        | 7           | 3    | 4         | 21          | 9         |
| 慈善盾/社區盾 | 0           | 1    | 0         | 0           | 0         |
| 總數          | 84          | 52   | 61        | 303         | 261       |

## 越過分界
由於兩隊之間的敵對關係，自阿仙奴在1913年遷往北倫敦後，甚少球員為兩隊先後效力，以下是這少數部分球員的名單：

### 轉會熱刺
| 球員姓名                               | 位置 | 阿仙奴    | 阿仙奴   | 阿仙奴   | 熱刺      | 熱刺     | 熱刺     |
| 球員姓名                               | 位置 | 效力年期  | 出場次數 | 入球數目 | 效力年期  | 出場次數 | 入球數目 |
| -------------------------------------- | ---- | --------- | -------- | -------- | --------- | -------- | -------- |
| 吉米·布雷恩（Jimmy Brain）             | 前鋒 | 1924–32   | 232      | 139      | 1931–35   | 34       | 10       |
| 勞瑞·布朗（Laurie Brown）              | 後衛 | 1961–64   | 109      | 2        | 1964–66   | 65       | 3        |
| 大卫·詹金斯（David Jenkins）           | 中場 | 1966–68   | 25       | 9        | 1968–70   | 17       | 2        |
| 罗汉·里基茨（Rohan Ricketts）          | 中場 | 2001–02   | 1        | 0        | 2002–05   | 36       | 2        |
| 大衛·賓特利（David Bentley）           | 中場 | 1997–2006 | 1        | 0        | 2008–     | 41       | 3        |
| 威廉·加拉斯（William Gallas）          | 後衛 | 2006–2010 | 102      | 12       | 2010–2013 | 36       | 0        |
| 埃曼纽尔·阿德巴约（Emmanuel Adebayor） | 前鋒 | 2005–2009 | 143      | 62       | 2011–15   | 23       | 10       |

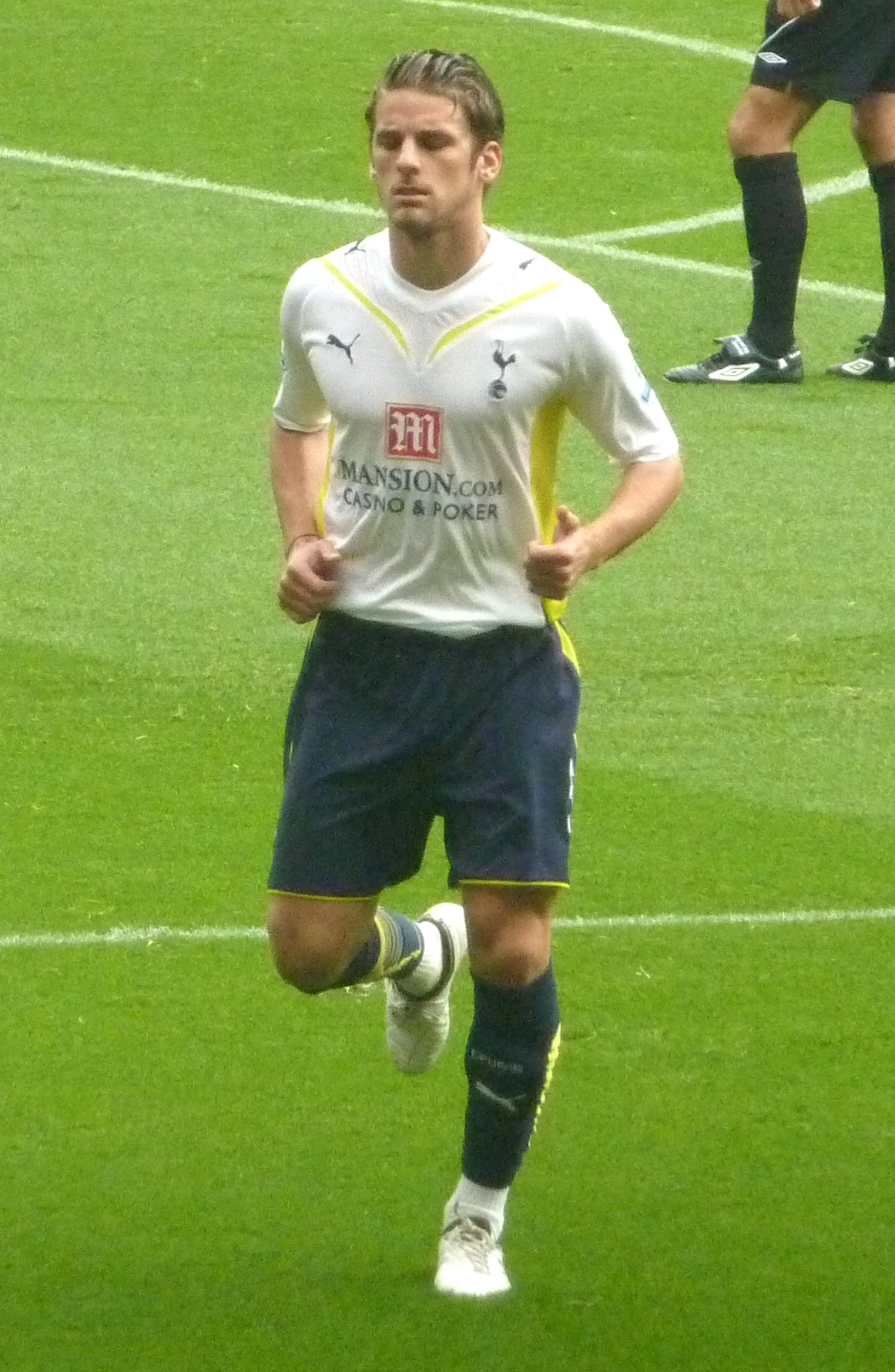
賓特利穿上熱刺球衣於2009年10月31日的北倫敦打吡上陣

除以上的球員外，前阿仙奴翼鋒（Joe Hulme）於1945-46年任教熱刺，而（Terry Neill）則在1974-76年出任熱刺的領隊，再轉回阿仙奴一直任教至1983年。最著名的是（George Graham），曾為阿仙奴球員，退役後出任米禾爾領隊，於1986年擔任阿仙奴領隊，共奪得兩屆聯賽冠軍、兩次聯賽盃、足總盃及歐洲杯賽冠軍盃各一次，於1995年2月21日因收受球員轉會非法回佣而被徹職，更被罰停教一年，1996年9月復出任教列斯聯，再於1998年10月轉投熱刺，翌年帶領球隊奪得聯賽盃，於2001年3月因與新東主利維（Daniel Levy）意見不合而離職，由於其阿仙奴背景，期間一直得不到白鹿徑球迷的歡心。
此外，曾經單季為熱刺射入49球的名宿佳夫·雅倫（Clive Allen）雖然曾經在1980-81年球季代表阿仙奴在季前的一些友誼賽上陣過3場，但從未於任何正式賽事中為阿仙奴效力。
同樣地，中場和前锋曾經是阿仙奴的青年學徒球員，但在沒有為阿仙奴參賽過的情況下便改投熱刺。

### 轉會阿仙奴
| 球員姓名                       | 位置 | 熱刺      | 熱刺     | 熱刺     | 阿仙奴        | 阿仙奴   | 阿仙奴   |
| 球員姓名                       | 位置 | 效力年期  | 出場次數 | 入球數目 | 效力年期      | 出場次數 | 入球數目 |
| ------------------------------ | ---- | --------- | -------- | -------- | ------------- | -------- | -------- |
| 乔治·亨特（George Hunt）       | 前鋒 | 1930–37   | 198      | 137      | 1937–38       | 21       | 3        |
| 弗雷迪·考克斯（Freddie Cox）   | 右翼 | 1938–49   | 105      | 18       | 1949–53       | 94       | 16       |
| 维斯·格罗夫斯（Vic Groves）    | 中場 | 1952–53   | 4        | 3        | 1955–64       | 201      | 37       |
| 吉米·罗伯逊（Jimmy Robertson） | 右翼 | 1964–68   | 181      | 31       | 1968–70       | 59       | 8        |
| （Steve Walford）              | 後衛 | 1975–77   | 1        | 1        | 1977–81       | 108      | 4        |
| （Willie Young）               | 後衛 | 1975–77   | 64       | 4        | 1977–81       | 237      | 19       |
| 帕特·詹宁斯（Pat Jennings）    | 門將 | 1964–77   | 590      | 0        | 1977–85       | 327      | 0        |
| 凯文·斯特德（Kevin Stead）     | 後衛 | 1976–78   | 14       | 0        | 1978–79       | 2        | 0        |
| 索尔·坎贝尔（Sol Campbell）    | 後衛 | 1992–2001 | 315      | 15       | 2001–06及2010 | 197      | 11       |

阿仙奴的傳奇領隊（Herbert Chapman）曾於1905-07年以業餘球員身份為熱刺出賽，其後很久才在阿仙奴展開其領隊生涯（1925-34年）。

### 倒戈易主
以下人物曾經分別各以阿仙奴球員和熱刺球員的身份參加過北倫敦打吡最少一次：
| 球員姓名                             | 代表阿仙奴 | 代表熱刺 |
| ------------------------------------ | ---------- | -------- |
| 勞瑞·布朗（Laurie Brown）            | 4          | 3        |
| 索尔·坎贝尔（Sol Campbell）          | 8          | 12       |
| 大衛·詹金斯（David Jenkins）         | 2          | 1        |
| 帕特·詹宁斯（Pat Jennings）          | 9          | 23       |
| 吉米·羅伯遜（Jimmy Robertson）       | 1          | 8        |
| 威利·楊格（Willie Young）            | 8          | 3        |
| 伊曼紐·阿德巴約（Emmanuel Adebayor） | 9          | 2        |

吉米·羅伯遜（Jimmy Robertson）和伊曼紐·阿德巴約（Emmanuel Adebayor）是兩位在北倫敦打吡上分別為兩間球會都取得過入球的球員。

## 備註
1. ^  阿仙奴如何在1919年獲得升級
2. ^  足球基礎網站（www.soccerbase.com）（页面存档备份，存于）

## 外部連結
- 阿仙奴世界
- 阿仙奴的事實（页面存档备份，存于）
- 北倫敦打吡（页面存档备份，存于）